# Artocarpus teijsmannii
Artocarpus teijsmannii är en mullbärsväxtart. Artocarpus teijsmannii ingår i släktet Artocarpus och familjen mullbärsväxter.

## Underarter
Arten delas in i följande underarter:
- A. t. subglabrus
- A. t. teijsmannii